# Илузија
Илузија (лат. illūsio - чулна обмана, самообмана, варка, уображење, обмана, привид, опсена) погрешан је, изобличен опажај извесних објеката или појава у стварности, условљен неким објективним или субјективним чиниоцима. Перцептивне илузије могу се срести у оквиру сваког чулног модалитета. Зато разликујемо: слушне, тактилне, густативне, олфакторне и сл. Код илузије, увек је реч о опажању (само искривљеном, нетачном) неког реално постојећег предмета или догађаја, за разлику од халуцинације, где не постоји реални објекат.
Илузије могу настати услед непажње (када се током читања не примети словна грешка) или под дејством афекта (када се у мраку шета улицом, неки потпуно безопасни предмет може се учинити као нешто застрашујуће). Посебна врста илузија су пареидолије, када се под утицајем маште у разним стварима препознају облици, фигуре или чак читаве сцене. Тако ће се десити да особа препозна неки облик у облацима, мрљама итд. Сазвежђа су такође добар пример пареидолија. Слична се ствар дешава и код „гледања” у талог кафе у сврху прорицања будућности.
Илузије се срећу код психички здравих особа, али и код особа са акутним, интоксикационим стањима, код људи који су под стресом и код психотичних пацијената.